# Jocs Asiàtics de 2006
Els Jocs Asiàtics de 2006 es van celebrar de l'1 de desembre al 15 de desembre de 2006 a Doha, Qatar.
Doha fou la primera ciutat de la regió i la segona de l'Àsia Occidental (després de Teheran el 1974) en ser seu d'aquesta competició. Es van disputar 46 disciplines de 39 esports. Hi van prendre part els 45 membres de l'Olympic Council of Asia. La cadena de televisió Eurosport va retransmetre l'esdeveniment a Europa, fet que succeí per primer cop en la història. La competició, però, es va veure marcada per la mort del genet sud-coreà Kim Hyung-chil en un accident durant la competició.

## Procés de selecció
El 12 de novembre de 2000 es produí a Busan, Corea del Sud, la votació per escollir la seu dels Jocs Asiàtics del 2006. Votaren 41 membres de l'Olympic Council of Asia i consistí en tres rondes, on a cada ronda s'eliminava la ciutat amb menys vots. Després de la primera votació fou eliminada Nova Delhi, amb només dos vots. La segona votació donà a Doha la majoria absoluta pel que en resultà vencedora.
| Votacions dels Jocs Asiàtics de 2006 | Votacions dels Jocs Asiàtics de 2006 | Votacions dels Jocs Asiàtics de 2006 | Votacions dels Jocs Asiàtics de 2006 |
| Ciutat                               | CON                                  | 1a ronda                             | 2a ronda                             |
| ------------------------------------ | ------------------------------------ | ------------------------------------ | ------------------------------------ |
| Doha                                 | Qatar                                | 20                                   | 22                                   |
| Kuala Lumpur                         | Malàisia                             | 13                                   | 13                                   |
| Hong Kong                            | Hong Kong                            | 6                                    | 6                                    |
| Nova Delhi                           | Índia                                | 2                                    | x                                    |

## Relleu de la torxa

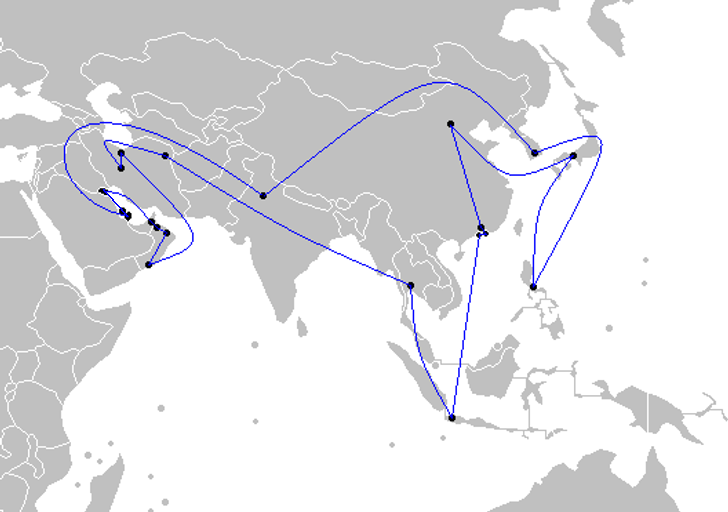
Ruta del relleu de la torxa

El camí del relleu de la torxa fou mostrat pel Comitè Organitzador dels Jocs el 20 de gener de 2006. Aquest començà el 8 d'octubre de 2006 amb una breu cerimònia al Doha Golf Club anomenada "Flama de l'hospitalitat". Realitzaren el relleu més de 3.000 persones, i creuà 8 països que havien organitzat els Jocs anteriorment i 4 membres del Consell de Cooperació del Golf. En total visità 13 països i 23 ciutats. La distància fou de 50.000 quilòmetres en 55 dies.
Llista dels llocs visitats per la torxa:
1. Índia - Nova Delhi
2. Corea del Sud - Busan
3. Filipines - Manila
4. Japó - Hiroshima
5. R.P. de la Xina - Beijing, Guangzhou
  -  Macau
  -  Hong Kong
6. Indonèsia - Jakarta
7. Tailàndia - Bangkok
8. Iran - Mashad, Esfahan, Teheran
9. Oman - Salalah, Muscat, Sohar
10. Emirats Àrabs Units - Hatta, Sharjah, Dubai, Abu Dhabi
11. Kuwait - Al-Kuwait
12. Bahrain - Al-Manama

## Mascota
La mascota dels Jocs Asiàtics de Doha fou Orry, un òrix àrab.

## Comitès Participants
Comitès Olímpics Nacionals (CONs) anomenats segons la seva designació oficial del COI.
| - Afganistan (47) - Bangladesh (74) - Bhutan (21) - Bahrain (228) - Brunei (7) - Cambodja (17) - R.P. de la Xina (647) - Hong Kong (282) - Indonèsia (140) - Índia (387) - Iran (238) - Iraq (86) - Jordània (98) - Japó (631) - Kazakhstan (338) | - Kirguizstan (131) - Corea del Sud (656) - Kuwait (238) - Laos (15) - Líban (138) - Macau (203) - Malàisia (244) - Maldives (55) - Mongòlia (175) - Myanmar (40) - Nepal (51) - Oman (81) - Pakistan (157) - Filipines (233) - Palestina (72) | - Corea del Nord (164) - Qatar (359) - Aràbia Saudita (155) - Singapur (134) - Sri Lanka (151) - Síria (155) - Tailàndia (378) - Tadjikistan (103) - Turkmenistan (43) - Timor Oriental (15) - Xina Taipei (399) - Emirats Àrabs Units (131) - Uzbekistan (243) - Vietnam (247) - Iemen (24) |

## Esports
| - Aquàtics - Natació - Natació sincronitzada - Salts - Waterpolo - Atletisme - Bàdminton - Basquetbol - Beisbol - Billar - Bitlles - Boxa - Ciclisme - Culturisme - Escacs - Esgrima | - Esquaix - Futbol - Gimnàstica - Golf - Halterofília - Handbol - Hípica - Artística - Rítmica - Trampolí - Hoquei sobre herba - Judo - Kabaddi - Karate - Lluita - Piragüisme | - Rem - Rugbi - Sepak takraw - Soft tennis - Softbol - Taekwondo - Tennis - Tennis de taula - Tir amb arc - Tir olímpic - Triatló - Vela - Voleibol - Voleibol platja - Wushu |

## Instal·lacions

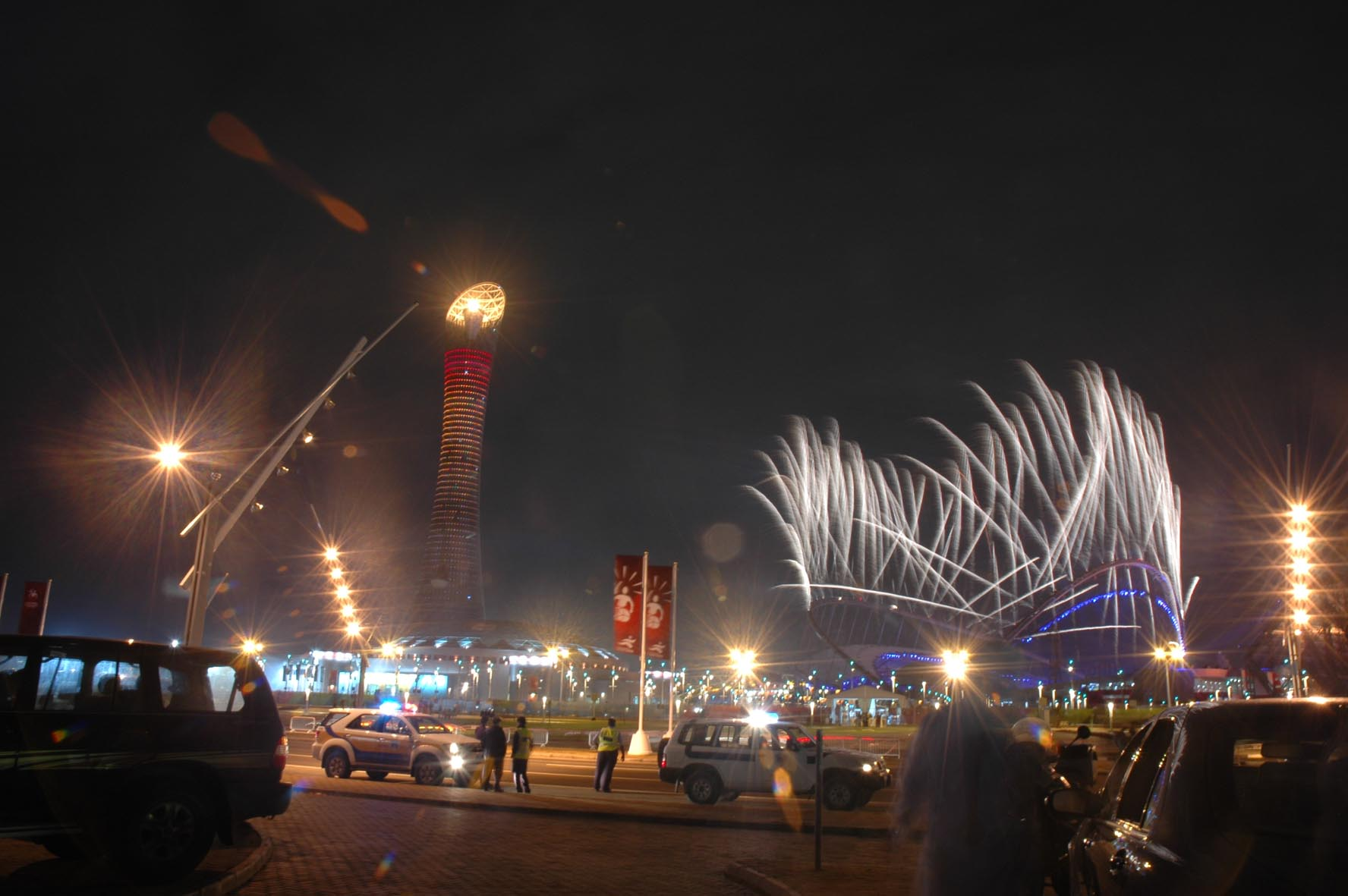
Cerimònia d'obertura dels Jocs de Doha 2006

- Al-Arabi Sports Club - Esgrima, Futbol, Rugbi a 7. Tennis de taula
- Al-Dana Club - Culturisme, Escacs, Halterofília
- Al-Gharrafa Sports Club - Futbol, Handbol
- Circuit d'Al-Khor - Ciclisme
- Al-Rayyan Sports Club - Beisbol, Futbol, hoquei sobre herba, Voleibol, Softbol
- Al-Sadd Sports Club - Billar, Futbol, Sepak takraw, Waterpolo
- Acadèmia d'Excel·lència d'Esports ASPIRE - Gimnàstica, Bàdminton, Boxa, Piragüisme, Ciclisme, Kabaddi, Gimnàstica rítmica, Trampolí, Lluita, Wushu
- Pavelló de Basquetbol - Basquetbol
- Corniche - Ciclisme, Atletisme, Triatló
- Doha Golf Club - Golf
- Doha Racing & Equestrian Club - Hípica
- Doha Sailing Club - Vela
- Hamad Aquatic Centre - Salts, Natació, Natació sincronitzada
- Complex Internacional Khalifa de Tennis i Esquaix - Soft Tennis, Esquaix, Tennis
- Estadi Internacional Khalifa - Atletisme
- Complex de Tir olímpic Lusail - Tir amb arc, Tir olímpic
- Mesaieed Endurance Course - Hípica
- Qatar Bowling Centre - Bitlles
- Qatar Sports Club - Futbol, Judo, Karate, Taekwondo
- The Sport City - Voleibol platja
- Llac West Bay - Rem

## Medaller
| Posició | País                | Or  | Argent | Bronze | Total |
| 1       | R.P. de la Xina     | 165 | 88     | 63     | 316   |
| 2       | Corea del Sud       | 58  | 52     | 82     | 192   |
| 3       | Japó                | 50  | 71     | 78     | 199   |
| 4       | Kazakhstan          | 23  | 20     | 42     | 85    |
| 5       | Tailàndia           | 13  | 15     | 26     | 54    |
| 6       | Iran                | 11  | 15     | 22     | 48    |
| 7       | Uzbekistan          | 11  | 14     | 15     | 40    |
| 8       | Índia               | 10  | 17     | 26     | 53    |
| 9       | Qatar               | 9   | 12     | 11     | 32    |
| 10      | Xina Taipei         | 9   | 10     | 27     | 46    |
| 11      | Malàisia            | 8   | 17     | 17     | 42    |
| 12      | Singapur            | 8   | 7      | 12     | 27    |
| 13      | Aràbia Saudita      | 8   | 0      | 6      | 14    |
| 14      | Bahrain             | 7   | 9      | 4      | 20    |
| 15      | Hong Kong           | 6   | 12     | 11     | 29    |
| 16      | Corea del Nord      | 6   | 9      | 16     | 31    |
| 17      | Kuwait              | 6   | 5      | 2      | 13    |
| 18      | Filipines           | 4   | 6      | 9      | 19    |
| 19      | Vietnam             | 3   | 13     | 7      | 23    |
| 20      | Emirats Àrabs Units | 3   | 4      | 3      | 10    |
| 21      | Mongòlia            | 2   | 5      | 8      | 15    |
| 22      | Índia               | 2   | 4      | 14     | 20    |
| 23      | Síria               | 2   | 2      | 2      | 6     |
| 24      | Tadjikistan         | 2   | 0      | 2      | 4     |
| 25      | Jordània            | 1   | 3      | 4      | 8     |
| 26      | Líban               | 1   | 0      | 2      | 3     |
| 27      | Myanmar             | 0   | 4      | 7      | 11    |
| 28      | Kirguizstan         | 0   | 2      | 6      | 8     |
| 29      | Iraq                | 0   | 2      | 1      | 3     |
| 30      | Macau               | 0   | 1      | 6      | 7     |
| 31      | Pakistan            | 0   | 1      | 3      | 4     |
| 32      | Sri Lanka           | 0   | 1      | 2      | 3     |
| 33      | Laos                | 0   | 1      | 0      | 1     |
| 33      | Turkmenistan        | 0   | 1      | 0      | 1     |
| 35      | Nepal               | 0   | 0      | 3      | 3     |
| 36      | Afganistan          | 0   | 0      | 1      | 1     |
| 36      | Bangladesh          | 0   | 0      | 1      | 1     |
| 36      | Iemen               | 0   | 0      | 1      | 1     |
| Total   | Total               | 428 | 423    | 542    | 1393  |